# Spitzen (Pelz)

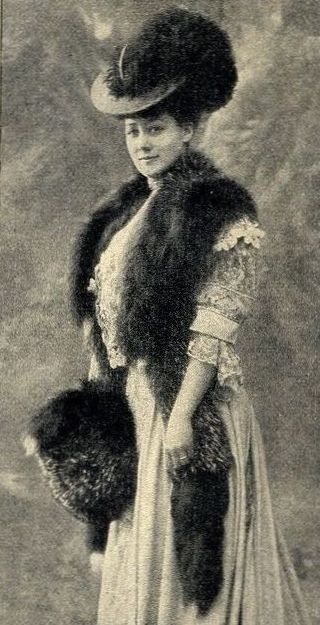
Stola und Muff aus amerikanischem Rotfuchs, auf Silberfuchs gefärbt und gespitzt (1905)

Spitzen, auch Silbern, bezeichnet ein Verfahren der Pelzveredlung. Dabei werden weiße oder hellspitzige Grannenhaare in ansonsten dunkelhaarige Felle eingebracht. Dies geschah anfangs auch durch Einnähen, später ausschließlich durch Einkleben. In der Regel soll dadurch eine weniger wertvolle Pelzart dem Aussehen des teureren Silberfuchsfells oder aber dem des Kreuzfuchses angenähert werden. In der ersten Hälfte des 20. Jahrhunderts, als die Silberfuchszucht erst begann und das seltene und kostbare Fell von der Mode begünstigt wurde, fand die Spitztechnik erhebliche Anwendung und war ein beachtlicher Teil der Pelzveredlungsindustrie.
Die Verwertung der gespitzten Felle entsprach der des Silberfuchsfelles, jedoch ausschließlich zu kleineren Bekleidungsstücken bzw. Accessoires, wie Besätzen, Kragen, Manschetten, Pelzkolliers, Muffen und Ähnlichem.

## Geschichte
Zu Beginn des 20. Jahrhunderts erzielten reinschwarze Silberfuchsfelle auf den Londoner Auktionen mit zwischen 5000 und 7000 Mark die höchsten Preise. Ein englischer Kürschner schrieb 1913, dass in manchen Jahren nur zwei bis drei Felle in den Handel kamen, silbrige Felle kosteten dagegen anfangs nur wenige Pfund Sterling. Ende der 1930er und Beginn der 1940er Jahre bevorzugte man dann vollsilbrige, also ganz helle Silberfuchsfelle. Erste Zuchtversuche mit Silberfüchsen begannen etwa um 1870 bis 1880 in Kanada, erst in den 1920er Jahren auch in Europa. Bis in die 1940er Jahre stand das Silberfuchsfell in der Wertigkeit mit an der Spitze der für Pelzbekleidung genutzten Fellarten.
Wegen dieser außergewöhnlichen Wertschätzung begannen die Rauchwarenveredler mit billigeren Fellarten Silberfuchsimitationen herzustellen. Durch die sehr differenzierte Farbverteilung nicht nur im Fell, sondern auch innerhalb des einzelnen Grannenhaars, war das mit Färben nur sehr unbefriedigend möglich. Das Einsetzen von einzelnen Haaren oder Haarbüscheln war zwar äußerst arbeitsaufwändig, ergab aber ein sehr viel natürlicher aussehendes Ergebnis. Der über viele Jahre sehr hohe Preis rechtfertigte zudem den Aufwand. Eine tüchtige amerikanische Arbeitskraft konnte den Preis eines ärmlich begrannten Silberfuchsfells um 7,50  bis 15 Dollar steigern. Die Arbeit wurde wohl überall ausschließlich von Frauen ausgeführt. Die Hauptzeit der Fellspitzerei war vor und nach dem Ersten Weltkrieg, also vor 1914 und nach 1918. Damals wurden schwarzgefärbte Rotfüchse in größeren Mengen gespitzt. Im Umkreis des Weltpelzzentrums Leipziger Brühl boten zu der Zeit mehrere Betriebe entsprechende Dienstleistungen an.
Zwar wurden durch Spitzen hauptsächlich Silberfuchsfelle imitiert, doch wurde diese Manipulation auch vorgenommen, um bei einfachen, ungesilberten Otterfellen den damals „berühmten Silberottereffekt“ zu erzielen.
Der Londoner Fachmann C. L. Motz stellte im Jahr 1936 vor Kürschnern fest, „dass das Spitzen von Füchsen heute für die Pelzbranche unentbehrlich sei. Der Spitzer könne viel zur Erhöhung des Fellwertes beitragen. Die Versuche, diese Industrie verächtlich zu machen und das Vertrauen des Publikums zu gespitzten Pelzteilen  zerstören, seien sehr bedauerlich“. Ende der 1940er Jahre war der Silberfuchspreis jedoch durch einen Modewechsel innerhalb weniger Jahre auf einen Tiefstpreis gesunken und das Spitzen war unwirtschaftlich geworden.
Das westdeutsche Fachadressbuch der Pelzbranche, der „Winckelmann“, führte 1953 für die Bundesrepublik unter „Spezialbetriebe“ noch eine Spitzerei auf, die Firma Karl Tangemann in Frankfurt am Main. Für die DDR wurden im Winckelmann 1950/51 für Leipzig noch die Spitzereien F. Otto Dietze, Reichsstraße 30–32; sowie G. Tangemann, Holsteinstraße 33, angegeben; ein DDR-Verzeichnis führt dagegen für Leipzig im selben Jahr nur die Fellspitzerei H. Schumann, Ritterstraße 15 bei Weisse, auf.

## Verwendete Fellarten

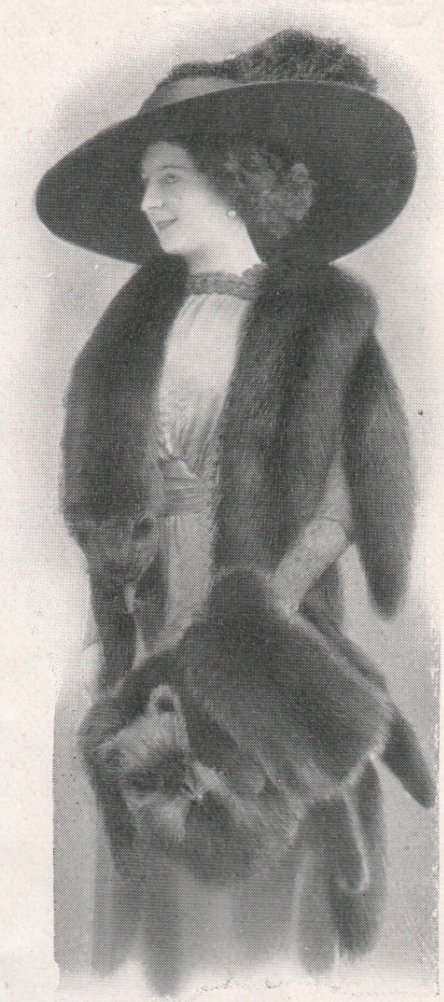
Pelzhaus Herpich, Berlin (1910):
Stola „Belisar“
Hochmod. Stola, Kragenartig, 240 cm lang.
Alaskafuchs, Qualität A, gespitzt M. 325,-
Alaskafuchs, Qualität B, gespitzt M. 230,-
Alaskafuchs, Qualität B, uni M. 210,-
Blaufuchs M. 500,-
Muff „Catania“.
Großer, moderner Muff mit gezogenen seidenen Handrüschen.
Alaskafuchs, Qualität A, gespitzt M. 205,-
Alaskafuchs, Qualität A, uni M. 185,-
Alaskafuchs, Qualität B, gespitzt M. 170,-
Blaufuchs M. 550,-

### Als Spitzmaterial geeignete Fellarten
Die Silberung wird beim Silberfuchs durch weiße Bandringe der einzelnen Haare hervorgerufen. Sie befinden sich vor der Spitze des Grannenhaars. Die eigentliche Spitze ist schwarz. Das beste Spitzmaterial ergeben selbstverständlich Silberfuchshaare. Gewonnen wurden sie von Fellen, die so beschädigt waren, dass sie zu nichts anderem zu gebrauchen waren, dem so genannten Schuss (Ausschuss).
Sehr gut eignet sich auch das Haar des sonst für Pelzzwecke kaum genutzten europäischen Dachses und das des amerikanischen Silberdachses (nicht die Southwestern-Qualität wegen zu kurzer Deckhaarspitzen), jedoch haben nicht alle Fellteile die für das Spitzen geeigneten langen Grannen. Beschädigte, für die ganzfellige Verarbeitung ungeeignete Silberdachsfelle sind allerdings trotzdem relativ teuer, da sie sich sehr gut zur Herstellung attraktiver Verbrämungen eignen. Sie wurden deshalb vor allem zum Spitzen edlerer Fuchssorten gebraucht. Dachshaare wurden immer von nicht zugerichteten Fellen genommen, da die Zurichtung (Pelzgerbung) die Haarspitzen beeinträchtigte. Für die normale Fellverarbeitung hatte die leichte Haarschädigung keine Bedeutung, auf dem schwarzgefärbten Felluntergrund fiel dies jedoch unschön auf.
Ein weiteres zum Spitzen verwendetes Material war Ziegenhaar sowie das kräftige Haar der manchmal bei der Verarbeitung abfallenden Mittelstücken (Grotzen) der Polarwolfsfelle. Eine Firma bot als ihre Spezialität an „mit Iltisspitzen“. Selbst Schweineborsten und Rosshaar wurden verwendet.

### Zum Spitzen geeignete Fellarten
Die meisten Fellarten wurden vor dem Spitzen schwarz oder schwarzbraun gefärbt, um sie auch von der Grundfärbung her dem Silberfuchs ähnlich zu machen.
Mehr oder weniger wurden in der Hauptzeit der Silberfuchsspitzerei alle langhaarigen Pelzarten verwendet, vor allem alle Fuchsarten. Die feinen Kamtschatka-Rotfuchsfelle eigneten sich dafür am besten. Insbesondere der schwarzgefärbte, dann „Alaskafuchs“ genannte Rotfuchs wurde mit Haaren des europäischen Dachses veredelt.
Vom Amerikanischen Opossum waren voll- und langhaarige, auf Skunks oder schwarzgefärbte Sorten besonders zum Spitzen geeignet. Wesentlich waren noch die langhaarigeren Kaninsorten und weiße Hasen, die auf Grund des massenhaften natürlichen Vorkommens ein sehr preiswertes Fellwerk abgeben. Neben anderen wurden auch Vielfraßfelle, Bärenfelle (= Waschbärfelle?), sogenannte Fliegende-Hunde-Felle, auch die Felle von Haushunden und die oben erwähnten Otterfelle gespitzt.
Außer der Spitzerei als Imitation oder zur Belebung einfarbiger Fellarten wurde die Technik auch eingesetzt, um hochwertigen Pelzen, bei denen im Gebrauch das Grannenhaar abgerieben war, wieder ein besseres Aussehen zu verleihen. Auch wurden gelegentlich schwachgesilberte, an Hinterfell und im Nacken beriebene Silberfuchsfelle zur Hebung des silbrigen Ausdrucks gespitzt.

## Arbeitstechnik

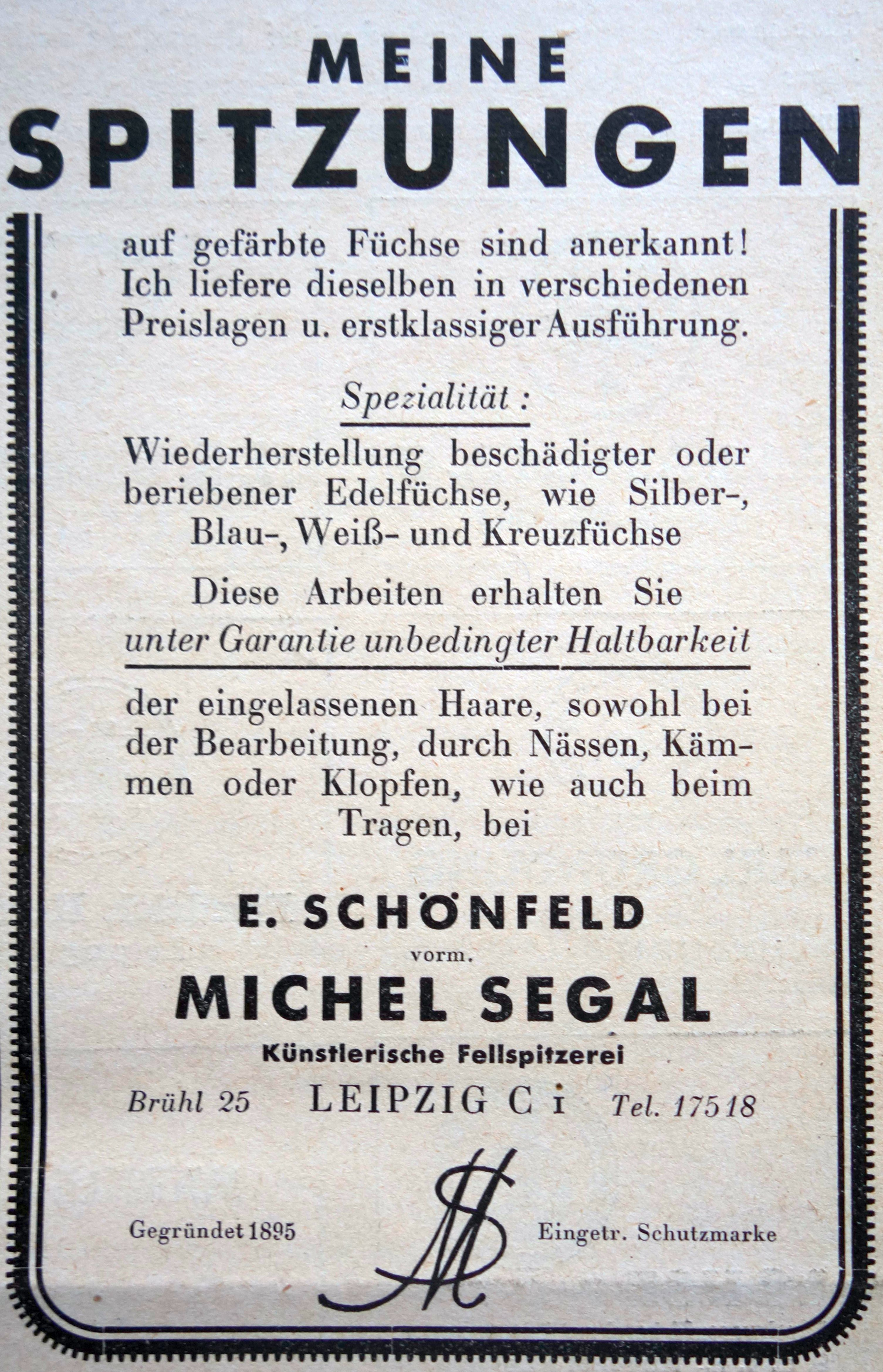
Spezialität: Wiederherstellung beriebener oder beschädigter Edelfüchse, wie Silber-, Blau-, Weiß- und Kreuzfüchse. Diese Arbeiten erhalten Sie unter Garantie unbedingter Haltbarkeit! der eingelassenen Haare, sowohl bei der Bearbeitung, durch Nässen, Kämmen oder Klopfen, wie auch beim Tragen.
Anzeige in einer Fachzeitung der Firma, E. Schönfeld, vormals Michel Segal (Leipzig 1938).

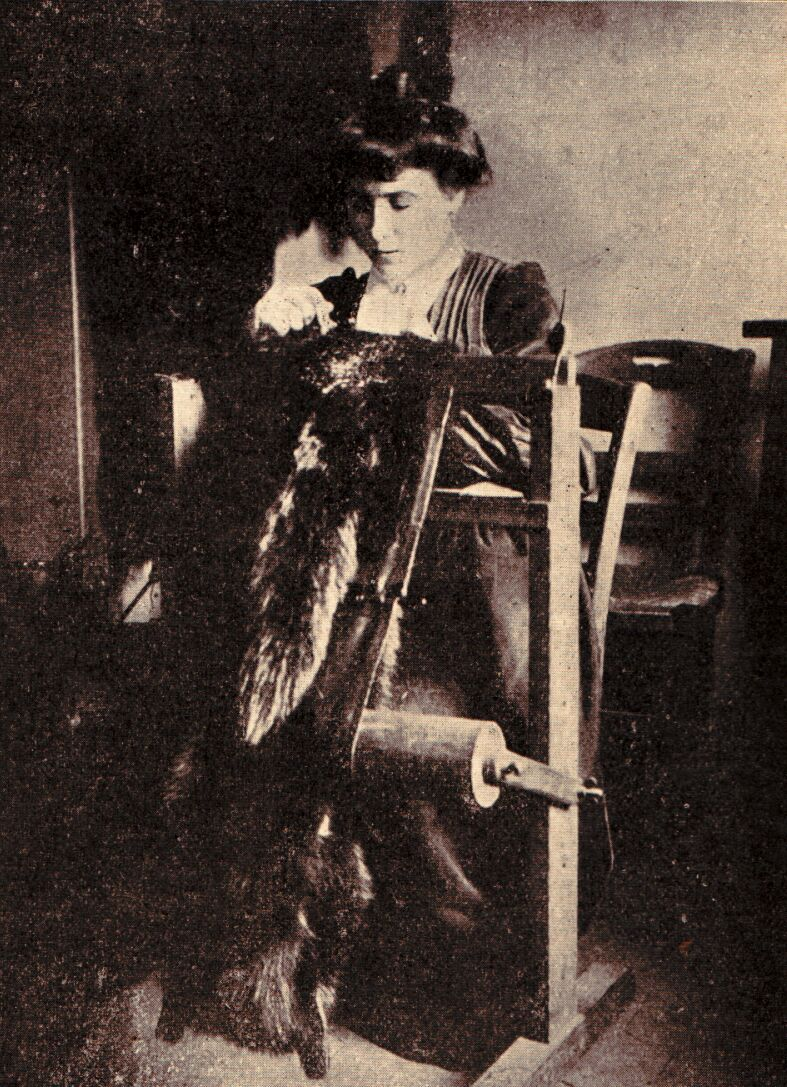
Vorrichtung zum Einsetzen der weißen Spitzen

Anfangs wurde das weiße Haar auch eingenäht. Das Einnähen geschah mit einer sehr dünnen Nadel, die zunächst in das Leder eingeschoben wurde, dann wurde das Haar eingefädelt und auf die richtige Länge gezogen und zwei- bis dreimal in das Leder eingenäht. Naturfarbene Silberfüchse, die in der Kreuzgegend oft grannenlose Stellen haben, konnten durch Einziehen von Grannen naturfarbener Wölfe naturgetreu repariert werden, da deren Grannen lang genug sind, um mit der Nadel eingezogen zu werden.
Für das Kleben wurde das Fell mit einer Hand geknifft gehalten und mit der anderen die Grannen bei gleichzeitigem Hineinpusten so tief wie möglich in den Haargrund eingeklebt, eine mühevolle und immer noch sehr arbeitszeitintensive Tätigkeit. So wurden schon bald kleinere Maschinen erdacht, für die das Fell aufgespannt und mit Klammern die Haare auseinandergehalten wurde. Dadurch wurde eine Hand frei und das Einnähen oder Einkleben ging bedeutend schneller und auch regelmäßiger vonstatten.  Zum Einkleben wurde in Alkohol aufgelöster, „guter“ Kautschuk verwendet. Ein amerikanisches Fachbuch erwähnt auch die Benutzung einer feinen Pinzette und das Arbeiten nach einem Musterfell. Das künstlerische Spitzen von Füchsen war nach Angaben eines Fachmanns „nicht in einigen Wochen erlernbar, sondern erfordert jahrelangen Fleiß, um Meister zu werden. Jedes Fell ist individuell zu behandeln“.
Das Dachsoberhaar wurde im trockenen Zustand ausgerupft. Haare aus den Hals- und Backenpartien sind seidiger und haben eine größere Länge, und die hellen Spitzen sind länger als bei den Haaren  aus dem Rumpf und dem flacheren Rückenbereich. Das Einsetzen der Haare erforderte eine sorgfältige Beachtung der natürlichen, individuellen Fellstruktur wie auch des Typs des einzusetzenden Haars. Platzierte die Arbeiterin zum Beispiel Halshaare in den Rumpfbereich, ergab das eine unnatürliche, ja lächerliche Wirkung. Auch dürfen die harten Dachshaare beispielsweise nicht in ein seidiges Fuchsfell eingesetzt werden.
Die einzuklebenden Spitzen wurden auf die benötigte Länge geschnitten. Einzeln oder jeweils zwei oder drei zusammen wurden sie in die Gummilösung getaucht und drehend in das Unterhaar eingeklebt. Das rationellere „Dreifachspitzen“ war in der Herstellung am preiswertesten. Das Einsetzen von mehreren Haaren entspricht dabei durchaus dem natürlichen Haarwuchs des Silberfuchses, bei dem die Grannenhaare büschelig angeordnet sind. Nachdem der Alkohol verdunstet war klebten die zusätzlichen Grannen so fest, dass selbst ein leichtes Kämmen möglich war. Um die Haare noch besser in die natürliche Haarrichtung zu legen, wurden die Felle anschließend feucht eingestrichen. Die eingeklebten Haare hielten so gut, „dass der Endverbraucher keine Befürchtungen vor einem derart behandelten Teil haben muss.“ Offenbar war das Produkt so dauerhaft, dass es sogar die klassische Pelzreinigung im Läuterverfahren (mit Holzmehl) und das Kürschnerklopfen mit dem Haselnussstock überstand, jedenfalls berichtet die Fachliteratur der Zeit nicht über aufgetretene Probleme. Eine unbedachte Reinigung mit Lösungsmitteln hätte jedoch zu einem desaströsen Ausfall der eingeklebten Haare geführt.
Eine andere Technik helle Haarspitzen zu erzielen ist das Abziehen, bei der das Oberhaar gebleicht wird. Die Wirkung ist jedoch nicht mit dem Spitzen vergleichbar, da hierbei sämtliche Haarspitzen aufgehellt werden und nicht nur einzelne, im Fell verteilte Grannen. 1968 meint Effi Horn allerdings in einem an die Pelzträgerin gerichteten Buch: „Feine weiße Spitzen lassen sich heute weniger mühsam durch kleine Färbekunststücke erzielen“.
Als Spitzen wird in der Pelzfärberei gelegentlich auch der gegenteilige Arbeitsprozess genannt, anstelle des Aufhellens das Nachdunkeln der Haarspitzen.

### Hilfsgerät zum Spitzen
Im Jahr 1929 wurde von der Pelzspitzerei Segal (siehe Anzeige links) eine in Leipzig patentierte Vorrichtung zum Spitzen von Pelzfellen vorgestellt:

„Bei der neuen Vorrichtung ist unterhalb der Tischplatte eine drehbare Trommel gelagert, die durch einen Schlitz über die Tischplatte hinausragt und zum Verschieben der Pelzfelle dient, die durch das Einsetzen andersfarbiger Felle veredelt werden. Die Trommel ist in der Höhe verstellbar, so dass auch Fellarten mit verschiedenen Haarlängen darauf bearbeitet werden können.
Die Pelzfelle werden auf die Trommel mit kleinen Nägeln aufgespannt bzw. angezweckt und zwar mit der Haarseite nach oben. Nachdem das Fell auf der Trommel befestigt ist, wird ein Teilmesser in eine auf dem Tisch neben der Trommel in deren Längsrichtung angebrachte Führung eingelegt, und die Haare des Felles werden durch Einschieben des Teilmessers bis auf das Leder geteilt. Nachdem das Teilmesser aus der Führung herausgezogen ist, werden die Haare durch Umlegen des Teilmessers von diesem nach der Seite des Arbeiters abgezogen. Zum Einsetzen der andersfarbigen Haare werden Dachshaare verwandt, die mittels einer Pinzette in das Leder eingeleimt werden. Sobald die ganze Breite des Felles mit eingeleimten Dachshaaren versehen ist, wird das Teilmesser weggenommen und die Trommel um eine Teilung weitergedreht, worauf das Verfahren wiederholt wird, bis das ganze Fell mit eingeleimten Haaren versehen ist. [...]“

## Weblinks

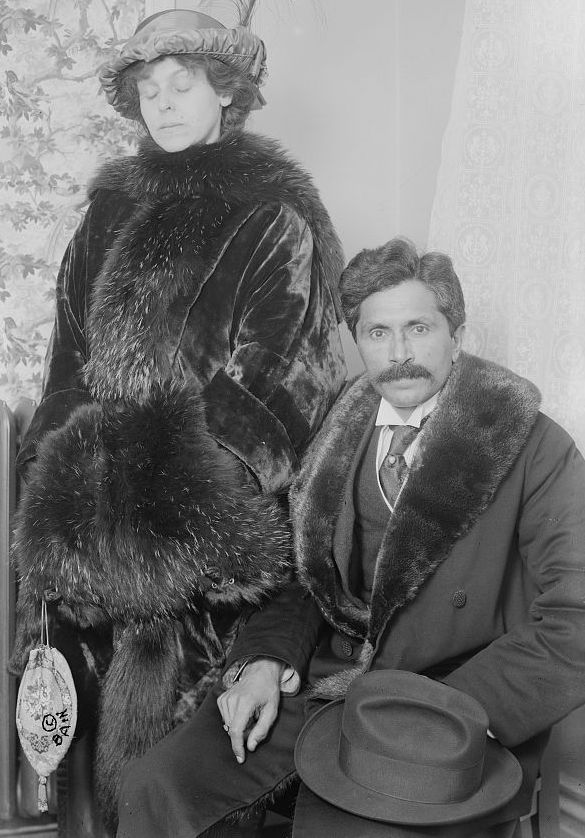
Der iranische Botschafter Mirza Ali Kuli Khan im Gehpelz mit Biberkragen, seine Frau mit Muff und Schal aus gespitztem Fuchs (1914)

## Belege
1. 1 2 3 4 5 6 7  Max Bachrach: Fur. A Practical Treatise. Verlag Prentice-Hall, Inc., New York 1936. S. 275, 431–432 (engl. = „pointing“)
2. 1 2  Dr. Fritz Schmidt: Das Buch von den Pelztieren und Pelzen. F. C. Mayer Verlag, München 1970, S. 190–199.
3. ↑  George R. Cripps: About Furs. Daily Post Printers, Liverpool 1913, S. 60 (engl.) (Inhaltsverzeichnis).
4. 1 2 3  David G. Kaplan: The Fur Book. Copyright The Reuben H. Donnelley Corporation, New York 1950, S. 170–171 (engl.)
5. 1 2 3 4 5  Paul Schöps u. a.: Die Veredlung der Behaarung. In: Das Pelzgewerbe Jg. XIV / Neue Folge, 1963 Nr. 2 und 3, Hermelin-Verlag Dr. Paul Schöps, S. 87–88.
6. 1 2 3 4 5 6  „Le.“: C. L. Motz über das Spitzen von Pelzfellen. In: Der Rauchwarenmarkt Nr. 7, Leipzig, 14. Februar 1936, S. 5.
7. ↑  Wegweiser durch den Brühl und die Berliner Pelzbranche, Jahrgang 1950. Otto Teubel, Leipzig, S. 43.
8. 1 2  Alexander Tuma: Pelz-Lexikon. Pelz- und Rauhwarenkunde. XVIII. Band. Verlag Alexander Tuma, Wien 1949. Stichwort „Fellspitzen“
9. 1 2  Emil Brass: Aus dem Reiche der Pelze. 1. Auflage, Verlag der „Neuen Pelzwaren-Zeitung und Kürschner-Zeitung“, Berlin 1911, S. 460, 525
10. ↑  Paul Cubaeus, Alexander Tuma: Das Ganze der Kürschnerei. 2. überarbeitete Auflage,  A. Hartleben’s Verlag, Wien, Leipzig 1911. S. 414
11. 1 2 3  Paul Larisch, Josef Schmid: Das Kürschner-Handwerk. II. Teil, Selbstverlag, Paris ohne Jahreszahl (Erstauflage I. Teil 1902) S. 31; III. Teil S. 51, 53 („Silbern“).
12. ↑  Imit. Hermelin- und Fuchsschweife. Anzeige in Kürschner-Zeitung No. 25 vom 5. Dezember 1915, Verlag Alexander Duncker, Leipzig, S. 784.
13. ↑  Paul Larisch, Josef Schmid: Das Kürschner-Handwerk. III. Teil, Selbstverlag Paris, 1910, S. 48.
14. ↑  Cyril J. Rosenberg: Furs & Furriery. Sir Isaac Pitman & Sons, London 1927, S. 331 (engl.)
15. ↑  Alexander Tuma: Pelz-Lexikon. Pelz- und Rauhwarenkunde. XVII. Band. Verlag Alexander Tuma, Wien 1949. Stichwort „Abziehen der Farbe“
16. ↑  Effi Horn: Pelze. Verlag Mensch und Arbeit, München 1968, S. 127
17. ↑  Färberei-Chemiker H. Z.: Das Zurichten und Färben der Rauchwaren. In: Der Rauchwarenmarkt Nr. 101,  Leipzig 1924, S. 4.
18. ↑  Spitzen von Pelzfellen. In: Der Rauchwarenmarkt Nr. 148, Leipzig, 12. Dezember 1929, S. 5.